# TI-83
TI-83系列，是美国德州仪器（Texas Instruments）的一系列图形计算器。

## 简介
早期的TI-83是TI-82的升级版，其发行于1996年，是在学校中最广泛使用的图形计算器之一。除了基本的科学计算器的功能外，TI-83还有许多功能，包括函数图表制作、极坐标制图、参量制图、序列制图、统计分析、三角及代数函数。尽管没有一些微积分运算功能，一些TI-83的功能仍然可以通过网上下载程序而实现。
1999年，德州仪器用取代TI-83，其包括了闪存功能，使其可以更新操作系统或者储存更大的运算功能程序。闪存也可以用来储存程序和数据，德州仪器提供了许多免费的官方程序可以帮助用户处理诸如金融、统计、科学方面的计算，也有第三方提供相应程序甚至是游戏，用户也可自行编制。这些程序可从电脑上下载，再经由TI-GRAPH LINK™连接线输入计算器内。在功能方面，除了通常的运算功能外，TI-83+可以进行微积分运算、求导、求解方程，比较数值大小，进行布尔值、复数、矩阵、数组的计算。除了绘制图形外，用户通过编辑程序还可以制作简单的动画。利用其内置应用程序和配套的传感器，TI-83+还可以直接采集数据。2001年，（银版）发行，外观上采用了半透明的银白色外壳，硬件上主要是提高了CPU运行速度和储存器容量，软件方面则增加了内置的应用程序。
TI-83是德州仪器的第一款可支持汇编语言的图形计算器。TI-92、TI-85和TI-82虽然也可运行汇编语言程序，但是只能在发送一个特殊结构记忆备份后方才实现。用户可以在电脑中设计好具体的汇编程序后，再发送到TI-83里执行。TI-83的后续机型为TI-84。
TI-83改版过两次，第一次是在1999年，尔后是2001年。1999改版与TI-73和TI-83 Plus十分相似，取消了自TI-81以来一贯倾斜的屏幕。2001改版(外号TI-83 "Parcus")的屏幕稍微有些不一样，撤销了光滑的灰色屏幕外框，将电路减少为四块以降低成本。

## 参数
CPU
Zilog Z80 CPU, 6 MHz (TI-83, 83+), 15 MHz (银版), Inventec 6S1837 (TI-83+ )
ROM
24 KB ROM (TI-83)
闪存
512 KB (TI-83+)其中有160KB为可供用户使用的归档区，类似于电脑的硬盘，用户可将最多10个应用程序安装在这里或是储存数据，银装版提供2MB空间。
RAM
32 KB RAM,其中用户可使用24 KB (银版为128 KB，但可供用户使用的仍然为24KB，多出来的96KB用来安装应用程序)
I/O
除了同计算机连接外,还可同同品牌计算机相互链接以交换数据，传输速度为9.6 kbit/s。
50个按键，几乎都可以通过2nd按键调用第二功能，部分可以通过ALHA键调用第三功能。
电池
4节AAA电池 和 1颗CR 1616或CR 1620备份用电池
屏幕
96×64像素的黑白液晶屏幕，可显示8行正常大小的字母或数字，每行16个字符。使用中还可以将屏幕拆分以显示不同的图像或数据。
复合程序语言
TI-BASIC、汇编语言、机器码

## TI-83 Plus Silver Edition
2001年出品的TI-83 Plus Silver Edition（银版）是TI-83 Plus计算器的最新版。银版的闪存提升到了1.5MB ，处理器提升到二倍速度6/15 MHz ，附加了96 kB的内存，增强硬件传输链接，外壳呈半透明银色，并提供更多自带应用程序。增加闪存容量的效果十分显著。TI-83+ 只能运行最多10个应用程序（根据应用程序大小而不同），而银版可以最多运行94个程序。银版还有一个USB接口。新机器和TI-83 Plus 完全兼容，可能存在的问题是在老机器上运行的部分程序（如游戏）在银版上可能速度过快，另一些程序可能与硬件联接存在问题。新老机器键盘布局相同。
市面上已有第二版TI-83 Plus Silver Edition—— ViewScreen™ (VSC) 版。两者基本上一模一样，只是在屏幕背后多加了一个接口，可以通过接口联接投影仪。从外观来看，它和TI-83 Plus的外观相似，只是荧屏外壳呈银色。
TI-83 Plus Silver Edition 在德州仪器网站上被列为“停产。”2004年4月，TI-83 Plus Silver Edition被TI-84 Plus Silver Edition取代。两者的处理器和闪存一样，但TI-84 Plus Silver Edition 有内嵌的USB端口、计时器和可更换的面板。